# Santa Maria della Pieve
Cerkev Santa Maria della Pieve (uradno: Pieve di Santa Maria Assunta) je najstarejša in po baziliki sv. Frančiška druga najpomembnejša cerkev v mestu Arezzo. Nahaja se v središču mesta na trgu Piazza Grande. 

## Zgodovina
Zgodnejša stavba, katere sledove je še vedno mogoče zaslediti na južnem portalu do ulice Via Seteria, je že dokumentirana leta 1008. Sedanja romanska zgradba iz peščenjaka je bila verjetno začeta okoli sredine 12. stoletja, vendar je gradnja trajala do 14. stoletja.
Fasada je bila zgrajena v 13. stoletju, slepe arkade in pritlikava galerija pa so bile pred notranjo plastjo 12. stoletja. Campanile, popularno znan kot Stolp s 100 luknjami, je bil dokončan okoli leta 1330; misli se na njegovih 40 bifor (torej v resnici le 80 'lukenj'), ki so razporejene v pet nadstropij na vseh štirih straneh 59 m visokega kvadratnega stolpa.
Obnove so potekale v 16. in 19. stoletju.
Nastanek Pieve je bil povezan z vzponom Arezza kot svobodne komune. Samozadostni občani so jo zgradili v središču mesta v konkurenci s stolnico, kjer je škof bival kot fevdni gospodar na hribu Pionta izven mestnega obzidja. Postavitev Pieve v mestni državici je v severni in osrednji Italiji zelo redka.
Pieve (župnija / župnišče) - izraz se je ohranil v številnih italijanskih krajevnih imenih - je pomenila cerkev s posebnimi pravicami, kot sta pravica do krsta in pokopa. Samo en Pieve je imel krst in pokopališče. Izraz pieve izhaja iz prostaške latinske plebes, tj. krščanske skupnosti v državi, nad katero je bila pristojna tudi župnija in od katere je dobivala desetino.

## Opis

### Zunanjost
Najočitnejša značilnost cerkve je njeno pročelje, v spodnjem nadstropju s petimi loki, ki ga nadgrajujejo tri lože, število stebrov pa se z dvigom povečuje. Stebri in kapiteli se med seboj razlikujejo (eden je kip). Prvotna fasada ni imela posebnih značilnosti, sedanja dekoracija je bila dodana v 12. stoletju.
Zasnova apside s slepo arkadno vrsto v pritličju in dvema odprtima hodnikoma galerije v srednjem in zgornjem nadstropju prevzema arhitekturne ideje iz Lucce in Pise. Fasada ponavlja in širi to načelo romanike: spodaj slepe arkade, zgoraj tri vrste odprtih arkad.
Fasada ima na treh portalih bogato kiparsko dekoracijo. Timpanon nad osrednjim portalom prikazuje Marijino vnebovzetje (1216), arhivolt pa krasijo bas reliefi dvanajstih alegoričnih figur mesecev oz. del v mesecih. Na reliefu v luneti nad desnim portalom je upodobljen Kristusov krst (iz let 1221 ali 1227); levi portal ima v timpanonu samo vinske vitice. Neznani umetnik okrasitve portala stoji v stilski tradiciji Benedetta Antelamisa in je verjetno poznal francosko stolnično skulpturo.

### Zvonik
Na desni strani pročelja stoji zvonik, imenovan delle cento buche (sto lukenj), ki so ga začeli graditi leta 1216 in končali leta 1330, kar kaže napis v cerkvi v domačem jeziku in gotski pisavi. Struktura iz peščenjaka je visoka približno 50 m in je okrepljena s podpornim pilastrom, ki je bil morda dodan zaradi statično-strukturnega reda. Zvonik je tako opredeljen glede na okna, ki so dejansko 80, 40 bifor, 10 na vsaki strani skupaj v petih nadstropjih; to poimenovanje bi lahko nastalo z zaokroževanjem; nekateri znanstveniki so predlagali obstoj manjkajočega šestega nadstropja, vendar ni dokazov, ki bi podprli to teorijo.
Na hrbtni strani cerkve je velika polkrožna apsida, okrašena s slepimi okroglimi loki in enojnimi lancetnimi okni, ki dajejo svetlobo notranjosti in kripti. Sama kripta, ki sega v 12. stoletje, je bila v celoti pokopana do 16. stoletja in ponovno odkrita v drugi polovici 19. st., je plitka, glede na tla cerkve in hrani relikviarij iz leta 1346, v srebru pozlačen, z glavo škofa sv. Donata, zavetnika Arezza.

### Notranjost
Cerkev ima na jugu rahlo ukrivljen tloris, ki je posledica težav z neravnim terenom.
Triladijska bazilika z dvo consko višino (koničaste arkade in bifore kot zgornji prehodi) je zaradi nenavadno visokih obokanih odprtin na stranskih ladjah, ki jih komaj dojemamo, bolj podobna dvoranski cerkvi kot baziliki. Zaradi majhnih oken v zgornji oblogi je prostor videti temen in hladen - razpoloženje, ki so ga v vročih državah pogosto ustvarili zavestno.
Transepta in križišče ni mogoče videti od zunaj, nizka kupola je iz lesa.
Notranjost korne apside in kripta pod prezbiterijem sta bili v 19. stoletju preoblikovani in prenovljeni.
Domiselno oblikovani stebri spadajo v različne slogovne tradicije; na eni strani so antične oblike, na drugi strani romansko-gotske maske in skulpture živali.

## Polipth Pietra Lorenzettija
Najpomembnejše umetniško delo v notranjosti cerkve je poliptih Pietra Lorenzettija. Naročnik je bil leta 1320 aretinski škof Guido Tarlati.
Marija z otrokom je upodobljena med svetniki Janezom Evangelistom, sv. Donatom iz Arezza, Janezom Krstnikom in Matejem. V vrsti nad glavnim poljem pod slepimi loki se dvanajst apostolov prikaže okoli prizorišča Oznanjenja. Poliptih je okronan z Marijinim vnebovzetjem.
Gre za zgodnje delo sienskega umetnika, ki je ikonografsko in slogovno v tradiciji Duccia di Buoninsegne in je zato še vedno zelo tradicionalno pripisano srednjemu veku; za razliko od Firenc, kjer je hkrati delal Giotto, je mogoče videti malo znanila renesanse. Gibanje figur je bolj živahno kot pri Ducciu; opisane so vzporednice skulptur Giovannija Pisana.

## Druga oprema
- Veliki oltar, ki ga je Giorgio Vasari zasnoval zase in za svojo družino v grobni kapeli, so leta 1864 prestavili v cerkev Badia delle Sante Flora e Lucilla.
- Dva neznana kiparja (predvidoma iz 13. stoletja ali kasneje) sta na notranjem pročelju desno od osrednjega portala izdelala dva bas reliefa (Kristusovo rojstvo in Poklon treh kraljev).
- Krstilnik v stolpni kapeli s tremi prizori iz življenja Janeza Krstnika je izdelal Giovanni d'Agostino, sienski kipar iz 14. stoletja.
- Na freski na levem stebru prezbiterija najdemo redek ikonografski motiv: Dominik in Frančišek Asiški drug ob drugem (nasledstvo Giotta, 14. stoletje), izjemen, ker so bili takrat dominikanci in frančiškani v jasni konkurenci.
- V kripti je postavljen doprsni kip sv. Donata (zavetnika mesta Arezza) iz leta 1346.